# Bachhrawan
Bachhrawan és una vila i una nagar panchayat al Districte de Rae Bareli en l'estat d'Uttar Pradesh, Índia.

## Geografia
Bachhrawan es troba a 26° 29′ N, 81° 07′ E / 26.48°N,81.12°E. La seva altitud mitjana és de 116 metres.

## Demografia
Segons el cens de l'Índia del 2001, Bachhrawan tenia 11.879 habitants. Els homes constituïen el 52% de la població i les dones el 48%. Bachhrawan té un índex d'alfabetització del 67%, superior a la mitjana nacional, que és del 59,5%; per sexes, els homes alfabetitzats són un 57% i les dones un 43%. El 15% de la població està per sota dels sis anys.

## Història
Bachhrawan fou una antiga pargana al tehsil de Dighijaiganj, districte de Rai Bareli, a Oudh. Limitava al nord amb la pargana de Kumhrawan, a l'est amb la d'Hardoi, al sud amb la de Bareli i a l'oest amb les de Nigohan i Mauranwan. La pargana era fèrtil i ben irrigada. Els principals mercats eren Girdharaganj, Kundunganj i Hasanganj. Dos rius, el Sai i el Naiya, la creuaven. La superfície era de 243 km² la meitat en cultiu. La renda era de 6734 lliures. La pargana tenia en total 58 pobles dels quals 45 eren posseïts com a talukdaris, 2 com a zamindaris i 11 com a pattidaris. La població el 1881 era de 44.697 habitants 
La pargana fou dominada pels bhars fins al segle XV, però van ser sotmesos per un general de Sayyid Salar Masaud i pels rages Bais dels que foren tributaris; finalment en l'indicat segle XV van quedar sota autoritat de Sultan Ibrahim de Jaunpur. El zamindari de la pargana fou concedit a un oficial d'Ibrahim, de nom Kazi Sultan, però els seus descendents van perdre progressivament els territoris davant els Kurmis i els Bais i només van conservar 6 pobles que encara tenien quan els britànics van annexionar Oudh el 1858.